# دل كاثرين بارتون
دل كاثرين بارتون (بالإنجليزية: Del Kathryn Barton)‏ هي رسامة أسترالية، ولدت في 11 ديسمبر 1972 في سيدني في أستراليا.